# Little Onahau (rivière)
La rivière Little Onahau  (en anglais : Little Onahau River ) est un cours d’eau du Nord-ouest de l’Île du Sud de la Nouvelle-Zélande.

## Géographie
Elle s’écoule vers le nord à partir de la chaîne de “Haupiri Range” à l’Ouest de la ville de  Takaka, rejoignant la rivière Onahau peu avant son exutoire dans la Golden Bay.